# Titularbistum Thagora
Thagora (ital.: Tagora) ist ein Titularbistum der römisch-katholischen Kirche. Es geht zurück auf einen antiken Bischofssitz in der gleichnamigen Stadt, die sich in der römischen Provinz Numidien befand.
| Titularbischöfe von Thagora |                                                        |                                                                                     |                   |                   |
| Nr.                         | Name                                                   | Amt                                                                                 | von               | bis               |
| 1                           | John Baptist Cahill                                    | Weihbischof in Portsmouth (Großbritannien)                                          | 21. März 1900     | 30. August 1900   |
| 2                           | Alexandre Piquemal                                     | Weihbischof in Algier (Algerien)                                                    | 26. Februar 1909  | 4. Juni 1920      |
| 3                           | Miguel de los Santos Díaz y Gómara                     | Weihbischof in Saragossa (Spanien)                                                  | 8. Juli 1920      | 18. Dezember 1924 |
| 4                           | Jozef Cársky                                           | Apostolischer Administrator von Rožňava und später Weihbischof in Košice (Slowakei) | 30. März 1925     | 11. März 1962     |
| 5                           | Carlo Livraghi                                         | emeritierter Bischof von Veroli-Frosinone (Italien)                                 | 14. April 1962    | 3. Mai 1975       |
| 6                           | Eduardo Martínez Somalo Titularerzbischof pro hac vice | Apostolischer Nuntius/Kurienerzbischof                                              | 12. November 1975 | 28. Juni 1988     |
| 7                           | Cipriano Calderón Polo                                 | Kurienbischof                                                                       | 3. Dezember 1988  | 4. Februar 2009   |
| 8                           | Giuseppe Marciante                                     | Weihbischof in Rom (Italien)                                                        | 1. Juni 2009      | 16. Februar 2018  |
| 9                           | Koenraad Vanhoutte                                     | Weihbischof in Mecheln-Brüssel (Belgien)                                            | 18. Mai 2018      |                   |